# Leopold Senfelder
Leopold Senfelder (* 25. September 1864 in Wien; † 30. März 1935 ebenda) war ein österreichischer Arzt und Medizinhistoriker.

## Leben und Werk
Senfelder studierte ab 1883 Medizin an der Universität Wien und promovierte dort 1889 zum Dr. med. Anschließend erhielt er seine klinische Ausbildung an der Krankenanstalt Rudolfstiftung in Wien und war nach Absolvierung seines Wehrdienstes praktischer Arzt in Wien. Im Ersten Weltkrieg diente er freiwillig als Röntgenarzt am Krankenhaus der Barmherzigen Brüder in Wien, wobei er sich vor allem mit Röntgenaufnahmen von Schussverletzungen befasste. Außerdem war er Chefarzt der landwirtschaftlichen Krankenkasse und Obmann des Reichsverbandes der christlichen Ärzte.
Daneben veröffentlichte er über Medizingeschichte, speziell den öffentlichen Gesundheitsdienst in Wien. Senfelder habilitierte sich 1908 an der Universität Wien in Medizingeschichte und hielt darüber an der Universität Vorlesungen. Außerdem war er Bibliothekar des medizinischen Doktorenkollegiums in Wien. Er galt als sehr guter Kenner nicht nur der Wiener Medizingeschichte, sondern auch allgemein der Kunst- und Lokalgeschichte von Wien und befasste sich mit Friedhofskunde.
Senfelder gab die Bände 4 bis 6 der Acta fac. med. univ. Vindobonensis heraus, also der historischen Akten der medizinischen Fakultät der Universität Wien.

## Schriften (Auswahl)
- Die hippokratische Lehre von den Ausscheidungen und Ablagerungen, Wiener Medizinische Wochenschrift, 1896, S. 925
- Die alte Wiener Bürgerspitals-Apotheke. Ein Beitrag zur Geschichte des Wiener Apothekerwesens. In: Das österreichische Sanitätswesen. Nr. 6/7, 1901.
- Der kaiserliche Gottesacker vor dem Schottenthor. In: Berichte und Mitteilungen des Altertums-Vereines zu Wien. Band 36/37, 1902, S. 215 und 305.
- Die k. k. Weiberstrafanstalt in Wiener Neudorf 1853–1903, Wien 1903
- Öffentliche Gesundheitspflege und Heilkunde, in: Albert Starzer (Hrsg.), Geschichte der Stadt Wien, Band II.2: Von der Zeit der Landesfürsten aus Habsburgischem Hause bis zum Ausgange des Mittelalters. Zweite Hälfte, Wien, Verlag Adolf Holzhausen, 1905.
- Aus Alt-Wiens längst vergangener Zeit, in: Die Kultur, 1905, Heft 2
- Dispensatorium. Pro Pharmacopoeis Viennensibus in Austria. Ex mandato sac. Caes. mtatis a Collegio Medicorum Viennensium collectum et revisum. Das älteste Wiener offizinelle Dispensierbuch vom Jahre 1570 […]. Franz Deuticke, Leipzig/Wien 1907 (Digitalisat).
- Öffentliche Gesundheitspflege und Heilkunde, in: Anton Mayer (Hrsg.), Geschichte der Stadt Wien, Band VI: Vom Ausgange des Mittelalters bis zum Regierungsantritt der Kaiserin Maria Theresia, 1740. Dritte Hälfte, Verlag des Altertumsvereines zu Wien 1918
- Galls Schädellehre vor dem Staatstribunal 1802. In: Wiener Medizinische Wochenschrift. Band 77, Nr. 7, 12. Februar 1927, S. 231–234 (Digitalisat).